# Fabien Causeur
Fabien Causeur (Brest, 16 giugno 1987) è un cestista francese.

## Carriera

### Real Madrid (2017-2024)
Il 26 Luglio 2017 firma un biennale da 1,8 milioni con il Real Madrid: ” Sono molto felice ed entusiasta di firmare questo contratto, è sempre stato un sogno giocare in questo club ed in questa città, sono qui per aiutare la squadra a vincere titoli”. 
Dopo la trionfante vittoria del campionato spagnolo il 23 Luglio 2024 Causeur lascia il Real Madrid dopo sette anni, 14 trofei (2 titoli di Eurolega, 4 Campionati spagnoli, 6 Supercoppe, 2 Coppe del Rey) e 486 presenze, che lo fanno diventare il terzo giocatore straniero con più presenze nel club. 
“Cari madridistas, È molto difficile esprimere a parole le emozioni che provo in questo momento. Sono arrivato in questo club nel 2017 con l’enorme gioia di indossare questa maglia. Era il club dei miei sogni, l’opportunità che avevo atteso per tutta la mia carriera. Fin dal primo momento ho sentito di essere nel posto perfetto, circondato da compagni di squadra, staff tecnico e una tifoseria che mi ha fatto sentire il benvenuto fin dal mio arrivo.Mi sento fortunato ad aver condiviso lo spogliatoio con tante leggende, molte delle quali sono ora amici di una vita. Insieme abbiamo ottenuto grandi trionfi e vissuto grandi momenti. Abbiamo saputo soffrire e ci siamo divertiti a vincere. Il mio adattamento qui è stato uno dei più naturali della mia carriera. Ho fatto molte amicizie nel club e ho sempre sentito l’affetto dei tifosi.È stato il capitolo più lungo della mia vita sportiva e anche il più glorioso: abbiamo condiviso 7 anni insieme, in cui ho giocato 486 partite e abbiamo vinto 14 titoli. Voglio ringraziare tutti per aver accolto me e la mia famiglia in questo modo.Una menzione speciale a coloro che si sono presi cura di me ogni giorno.Grazie a Juan Carlos Sánchez e Alberto Herreros per avermi aperto le porte del Real Madrid, grazie ai miei compagni di squadra per essere grandi persone e amici per il futuro. Vi auguro il meglio.Grazie allo staff tecnico, ai preparatori atletici, ai fisioterapisti, alla stampa, agli steward, ai delegati, al marketing e al resto dei lavoratori del club. Siete voi che fate vivere così bene questa squadra.Grazie ai tifosi. Fino al mio ultimo minuto in campo con la maglia del Real Madrid ho sentito il vostro affetto, grande come l’affetto che ho per voi. Spero di vedervi presto.E un ringraziamento speciale al presidente Florentino Pérez. Grazie per averci sempre sostenuto, sia nelle vittorie che nelle sconfitte. La sua costante presenza ci aiuta a capire perché il Real Madrid è così grande.Quello che ho vissuto qui è irripetibile e sono orgoglioso di aver fatto la mia parte per questo immenso club. Sono e sarò eternamente grato al Real Madrid.Spero sinceramente che le nostre strade si incrocino di nuovo e vi auguro tutto il meglio per quello che verrà, per tutta la storia che sarà fatta e che deve continuare ad essere scritta.Hala Madrid!”.

### Olimpia Milano (2024-)
Nell’estate 2024 firma con l’Olimpia Milano.
Il 22 settembre vince la supercoppa italiana contro la Virtus Bologna.

## Nazionale
Con la Francia ha disputato i Campionati mondiali del 2010 e i Giochi olimpici di Londra 2012.

## Statistiche

### Eurolega
| Anno       | Squadra        | PG  | PT  | MP   | TC%  | 3P%  | TL%  | RP  | AP  | PRP | SP  | PP   |
| ---------- | -------------- | --- | --- | ---- | ---- | ---- | ---- | --- | --- | --- | --- | ---- |
| 2010-2011  | Cholet         | 4   | 3   | 29,3 | 37,9 | 26,7 | 64,3 | 3,5 | 2,2 | 1,0 | 0,0 | 8,8  |
| 2012-2013  | Saski Baskonia | 28  | 13  | 20,8 | 50,3 | 37,5 | 69,2 | 1,7 | 1,5 | 0,7 | 0,1 | 7,7  |
| 2013-2014  | Saski Baskonia | 17  | 12  | 23,2 | 42,4 | 29,7 | 100  | 2,4 | 1,5 | 0,5 | 0,1 | 5,9  |
| 2014-2015  | Saski Baskonia | 23  | 19  | 23,9 | 51,0 | 34,5 | 70,0 | 2,7 | 2,3 | 1,3 | 0,3 | 9,3  |
| 2015-2016  | Saski Baskonia | 21  | 20  | 28,2 | 44,4 | 39,5 | 81,0 | 3,1 | 2,0 | 1,1 | 0,3 | 10,3 |
| 2016-2017  | Bamberger      | 29  | 29  | 25,3 | 50,2 | 34,7 | 77,6 | 3,2 | 2,2 | 0,8 | 0,1 | 9,9  |
| 2017-2018† | Real Madrid    | 36  | 24  | 18,1 | 52,9 | 44,1 | 71,2 | 1,6 | 1,9 | 0,4 | 0,1 | 6,9  |
| 2018-2019  | Real Madrid    | 35  | 24  | 14,1 | 47,6 | 41,5 | 70,3 | 1,7 | 1,4 | 0,3 | 0,0 | 5,8  |
| 2019-2020  | Real Madrid    | 25  | 12  | 16,3 | 55,2 | 47,3 | 65,0 | 1,5 | 1,5 | 0,3 | 0,0 | 7,5  |
| 2020-2021  | Real Madrid    | 28  | 8   | 14,1 | 46,9 | 41,7 | 65,9 | 1,1 | 1,4 | 0,4 | 0,0 | 6,3  |
| 2021-2022  | Real Madrid    | 28  | 18  | 20,1 | 49,7 | 43,2 | 69,2 | 1,6 | 1,4 | 0,4 | 0,1 | 8,5  |
| 2022-2023† | Real Madrid    | 29  | 8   | 12,7 | 38,1 | 36,4 | 77,3 | 1,1 | 1,2 | 0,4 | 0,1 | 4,0  |
| 2023-2024  | Real Madrid    | 32  | 18  | 15,2 | 46,2 | 39,4 | 88,9 | 1,3 | 1,1 | 0,4 | 0,2 | 5,1  |
| 2024-2025  | Olimpia Milano | 22  | 2   | 21,1 | 59,6 | 52,8 | 76,9 | 2,8 | 1,7 | 1,0 | 0,1 | 8,3  |
| Carriera   | Carriera       | 357 | 210 | 19,0 | 55,7 | 40,0 | 73,7 | 1,9 | 1,6 | 0,6 | 0,1 | 7,2  |

### Eurocup
| Anno      | Squadra  | PG | PT | MP   | TC%  | 3P%  | TL%  | RP  | AP  | PRP | SP  | PP   |
| --------- | -------- | -- | -- | ---- | ---- | ---- | ---- | --- | --- | --- | --- | ---- |
| 2008-2009 | Le Havre | 6  | 6  | 33,8 | 51,0 | 38,1 | 86,7 | 3,5 | 2,5 | 1,5 | 0,0 | 11,8 |
| 2009-2010 | Cholet   | 5  | 4  | 23,8 | 50,0 | 11,1 | 90,0 | 1,4 | 0,8 | 1,0 | 0,2 | 7,6  |
| 2011-2012 | Cholet   | 6  | 6  | 33,8 | 51,6 | 34,4 | 78,6 | 4,2 | 2,2 | 1,3 | 0,2 | 21,8 |
| Carriera  | Carriera | 17 | 16 | 30,9 | 51,2 | 32,3 | 83,0 | 3,1 | 1,9 | 1,3 | 0,1 | 14,1 |

## Palmarès

### Squadra
- Campionato francese: 1

Cholet: 2009-2010
- Campionato tedesco: 1

Brose Bamberg: 2016-2017
- Campionato spagnolo: 4

Real Madrid: 2017-2018, 2018-2019, 2021-2022, 2023-2024
- Coppa di Germania: 1

Brose Bamberg: 2017
- Copa del Rey: 2

Real Madrid: 2020, 2024
- Match des Champions: 1

Cholet: 2010
- Supercoppa spagnola: 6

Real Madrid: 2018, 2019, 2020, 2021, 2022, 2023
- Eurolega: 2

Real Madrid: 2017-2018, 2022-2023
- Supercoppa italiana: 1

Olimpia Milano: 2024

### Individuale
- MVP Match des champions:1

Cholet: 2010
- LNB Pro A MVP francese: 1

Cholet: 2011-2012
- Basketball-Bundesliga MVP der Finalserie: 1

Brose Bamberg: 2016-17